# 阿森王朝紀念碑
阿森王朝紀念碑為位於保加利亞大特爾諾沃的紀念碑，主要紀念對保加利亞第二帝國阿森王朝最有貢獻的四名沙皇—彼得二世、伊凡·阿森一世、卡洛揚和伊凡·阿森二世。
這座紀念碑耗資640萬保加利亞列弗，經費由保加利亞人民捐贈，於1985年11月16日正式開放，以慶祝阿森和彼得兄弟起義以及保加利亞從拜占庭統治下解放800週年。紀念碑中央為一把高33米（帶底座為34.25m）、劍身直徑2m的巨劍，劍身朝上，象徵著中世紀保加利亞追求的力量和崛起，四周圍繞著四名沙皇身騎戰馬的雕像。